# Lukas Loules
Lukas Loules, född Hilbert 23 december 1972 i Hamburg, är en tysk kompositör, musikproducent och sångare. Han gifte sig 2014 med Katerina Loules och bytte då namn till Lukas Loules.